# Römische Steindenkmäler aus Százhalombatta-Dunafüred
Römische Steindenkmäler aus Százhalombatta-Dunafüred wurden insbesondere durch die ab 1942 laufenden Grabungen am Kastell Matrica zutage gefördert. Dieses einst für die Überwachung des pannonischen Donaulimes zuständige römische Militärlager liegt heute in der ungarischen Stadt Százhalombatta, am Südrand des Stadtteils Dunafüred. Die den Kastellbereich, das umgebende Lagerdorf (Vicus) und die Nekropolen umfassenden Grabungsstätten sind für relativ reiche Inschriftenfunde bekannt.
Insbesondere die Grabsteine und Altäre von Militärpersonen nehmen einen breiten Raum im Inschriftenbestand ein.

## Liste
- Mit 50 Jahren wurde der Kohortencenturio Publius Afranius Victor in Matrica beerdigt. Sein zwischen 120 und 150 entstandener Grabstein nennt auch die damals dort stationierte Cohors I Alpinorum. Die noch lebende Ehefrau Claudia Ingenua ließ den Stein für ihren Mann und sich auf dem südlichen Gräberfeld (Grab 153) errichten. Dort fanden ihn die Archäologen 1974.[1]

- Ein aus der Zeit zwischen 120 und 150 stammender Grabaltar-Mittelblock, der im südlichen Gräberfeld ans Licht kam, nennt den  keltischstämmigen römischen Bürger und Veteranen Publius Comatius Adiutor, der als Decurio (Schwadronskommandeur) in der Cohors I Alpinorum equitata gedient hatte und mit 70 Jahren verstorben war. Publius Comatius Adiutor war als Sohn des Publius im norischen Claudium Virunum geboren worden, das durch Kaiser Claudius (41–54) zum Municipium erhoben worden war und dem Bürgerbezirk Claudia angehörte, wie auf dem Grabaltar stolz verkündet wird. Die auf dem Stein dargestellte mythische Figur des Attis, findet sich in Virunum häufiger und könnte durch den Verstorbenen nach Matrica mitgebracht worden sein. Sein orientalischer freigelassener Sklave Publius Comatius Lamyrus sorgte dafür, dass der fein gearbeitete Grabaltar gesetzt wurde.[2][3][4]

- Gleichfalls zwischen 120 und 150 datiert die aus dem Kastellbereich stammende Grabstele des mit 50 Jahren verstorbenen Soldaten Caraco, der zur Cohors I Alpinorum equitata gehörte. Der Name des Führers seiner Hundertschaft (Zenturie) ist nur bruchstückhaft erhalten: Publi …[5]

- Die zwischen 180 und 200 entstandene Grabstele des frei geborenen Claudius Ingenuus wurde 1977 rund 800 Meter westlich des Kastells entdeckt. Er tat in der Cohors milliaria Maurorum als Trompeter (Bucinator) Dienst und setzte den Stein bereits zu Lebzeiten für sich, seine mit 26 Jahren verstorbenen Frau Flavia Paulina und seine beiden Kinder Claudius Paulinus und Claudia (?) Ingenua (dieser Name ist nur teilweise lesbar).[6]

- Der zwischen 198 und 209 entstandene Ehrenaltar[7] nennt einen dem Ritterstand angehörenden Kohortenpräfekten der Cohors milliaria Maurorum: Quintus Cornelius Secundus, der Sohn des Quintus aus dem in Mittelitalien gelegenen Bürgerbezirk Arnensis. Die Widmung für Kaiser Septimius Severus und seine Söhne entstand wohl 202, als der Kaiser die beiden Pannonien besuchte.

- In einem spätrömischen Grab des westlichen Gräberfeldes fand sich 1991 die dort als Spolie wiederverwendete Grabstele des Veteranen Curtius Felix. Der mit 60 Jahren Verstorbene hatte in der Cohors milliaria Maurorum als einfacher Soldat Dienst getan. Neben Curtius Felix wird noch seine mit 10 Jahren verstorbene Tochter Aelia Carina genannt. Den beiden setzte die Ehefrau und Mutter Aelia Annamata sowie der Sohn Aelius Primitivus zwischen 200 und 250 den Grabstein.[8]

- Auf einem in der Donau vor dem Kastell geborgenen Kalksteinaltar aus der Zeit zwischen 201 und 230 für Iuppiter Paternus blieb der Name des Soldaten Ulpius Florentinus erhalten, der als Miles capsarius (Sanitäter) der zeitweilig in Aquincum (Budapest) stationierten Legio II Adiutrix (2. Legion „die Helferin“) angehörte. Wie der Historiker Péter Kovács feststellte, muss der Stein aus der ersten Hälfte des 3. Jahrhunderts stammen.[9] Es gibt noch eine zweite Möglichkeit die erhaltene Abkürzung M CA zu deuten. Danach würde sich die Buchstabenfolge als Magister canabarum („Vorsteher der Ansiedlung“) auflösen.[10]

- Durch den in severischer Zeit zwischen 200 und 235 entstandenen Grabstein des im 25. Lebensjahr verstorbenen Aelius Faventinus (oder Aventinus) ist ein damaliger Ehrenname der Cohors milliaria Maurorum erhalten geblieben, den sie als Auszeichnung verliehen bekam. Sie hieß zeitweilig „die Severische“ (Severiana). Neben Aelius Faventinus nennt die Inschrift seine mit 50 Jahren beerdigte Mutter Floriana sowie den nach vier Jahren Militärdienst verstorbenen Vater Faventius.[11]

- Der Optio Aelius Mar... errichtete eine heute stark zerstörte Grabstele für seine Familie.  Dazu gehörte seine mit 35 Jahren verstorbenen Frau Septimia Ocna, die mit 12 Jahren zu Grabe getragene Tochter Ulpia Emerita und sein mit 6 Monate verstorbener Sohn Aelius ...lio. Die zwischen 200 und 240 entstandene Inschrift wurde in der Spätantike als Grabplatte zweckentfremdet und fand sich 1957 auf dem südlichen Gräberfeld.[12]

- Ein 1975 als Spolie in einem spätrömischen Grab geborgener dachförmiger Deckel eines Sarkophags entstand nach Meinung des Epigraphikers Barnabás Lőrincz zwischen 200 und 250.[13] Er war für den Soldaten Aurelius Oceanus bestimmt, der im Alter von 20 Jahren, sechs Monaten und sieben Tagen verstarb. Bis dahin hatte der junge Mann zwei Jahre Militärdienst geleistet.[14]

- Für Jupiter errichtete der Soldat Claudius Candidianus, gleichfalls Angehöriger der Cohors milliaria Maurorum nach einem Gelübde einen Altar. Der Stein wurde 1991 als Spolie in einem spätantiken Grab des westlichen Gräberfeldes entdeckt.[15]

- Eine stark beschädigte Statuenbasis, die 1872 nördlich des rückwärtigen Lagertores (Porta decumana) gefunden wurde, dokumentiert einen während der Regierungszeit des Kaisers Maximinus Thrax (235–238) erworbenen Ehrennamen der damals in Matrica stationierten Cohors milliaria Maurorum. Er lautet „Maximiniana“, „die Maximinianische“[16]

- Südöstlich der Straße wurde im südlichen Gräberfeld der Grabstein einer mit 23 Jahren verstorbenen Frau gefunden, deren Name nicht erhalten blieb. Ihr Mann, Claudius Valerius, ein Soldat der Legio I Italica (1. italische Legion), blieb mit den beiden Kindern Claudius Valerius und Claudia Valerina alleine zurück.[17]

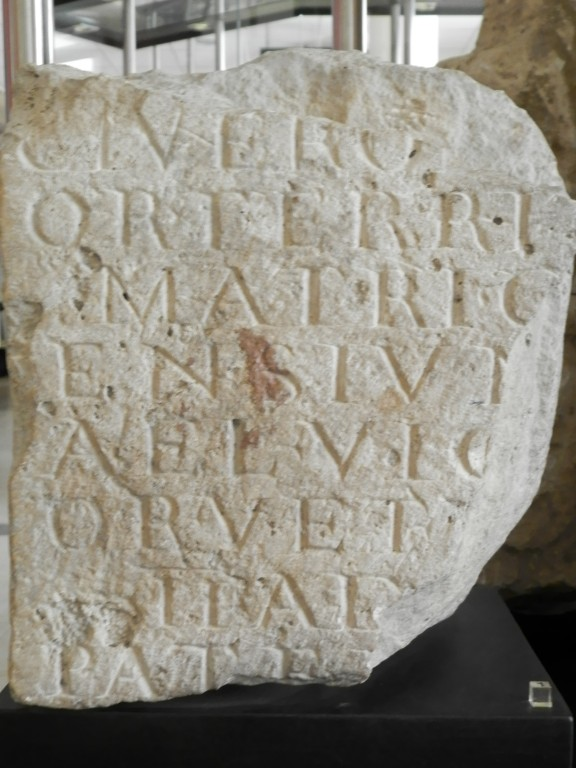
Votivaltar des Aelius Victor

- In den Jahren 267/268 errichtete der Veteran Aelius Victor, einst Angehöriger der Legio II Adiutrix, einen im Frühjahr 1969 rund 90 bis 100 Meter nördlich des Kastells im Vicus geborgenen Votivaltar. Aufgrund der Auffindesituation ging Mócsy davon aus, dass sich der Stein noch ungefähr an seinem ursprünglichen Aufstellplatz befunden haben muss. Der in dieser für die Forschung wichtigen Inschrift genannte Ausdruck cives Romani territorii Matricensium bezeichnete Matrica als ein Lagerdorf, das nicht nur sein eigenes Territorium verwaltete, sondern offensichtlich Einrichtungen nach munizipalem Muster besaß.[18][19]

- Für die Geschichte des pannonischen Limes ist eine in die Jahre 180 bis 183 n. Chr. zu datierende Bauinschrift von Bedeutung, die im Lagerbereich aus dem Boden kam.[20] Ein identisch lautendes Exemplar fand sich auch im Limeskastell Intercisa. Die beiden Inschriften zeugen von einem größeren Bauprogramm unter Kaiser Commodus (180–192) zur Sicherung der Grenzen nach den Markomannenkriegen. Die Gegner in diesem Grenzgebiet, in diesem Fall die für Rom schwer einschätzbaren Sarmaten, werden als Räuber bezeichnet. Die Angaben tribunicia potestate VI/ imperator IIII (180 n. Chr.) und consul IIII (183 n. Chr.) passen in beiden bekannten Inschriften nicht zusammen. Hier liegt offensichtlich ein Schreibfehler durch den Steinmetzes vor. Die Amtszeit des Lucius Cornelius Felix Plotianus wird zwischen 183 und 185 n. Chr. verortet.[21] Der übersetzte Text lautet: Der Imperator Caesar Marcus Aurelius Commodus Antoninus Augustus Pius, Sarmatensieger, Germanensieger, Britanniersieger, Oberpriester, zum sechsten Mal Inhaber der tribunizischen Gewalt, zum vierten Mal Imperator, zum vierten Mal Konsul, Vater des Vaterlandes, hat am Flussufer alle Burgi von sich aus, anschließend die Kastelle an den gegenüberliegenden Standorten befestigt, um dem Übergang herumstreunender Räuber zuvorzukommen, durch Lucius Cornelius Felix Plotianus, Statthalter.

Neben den durch das Militär dominierten schriftlichen Hinterlassenschaften fanden sich nur wenige Inschriften von Zivilpersonen aus dem Lagerdorf.
- Eine Tochter errichtet für ihre Mutter Aelia Sura zwischen 130 und 250 einen Grabstein.[22]

## Fundverbleib
Die meisten Steindenkmäler befinden sich im Matrica-Museum in Százhalombatta und sind dort teilweise im Depot gelagert. Einige wenige wurden in das Ungarische Nationalmuseum nach Budapest und in das St. Stephans-Museum (Szent István Király Múzeum) nach  Stuhlweißenburg verbracht.